# Sarah Wildes
Sarah Wildes (nacida Averell o Averill; bautizada el 16 de marzo de 1627 - 19 de julio de 1692) fue injustamente condenada por brujería durante los juicios de brujas de Salem y ejecutada por ahorcamiento. Ella mantuvo su inocencia durante todo el proceso, y más tarde fue exonerada. La primera esposa de su marido era miembro de la familia Gould, primos de la familia Putnam, los principales acusadores; los registros de la corte documentan las peleas familiares que probablemente llevaron a su persecución.

## Familia
Sarah fue uno de los siete hijos nacidos de William Averell y Abigail Hynton, inmigrantes procedentes Chipping Norton, Inglaterra, que se asentaron en Ipswich, Massachusetts. William era un agente judicial en Chipping Norton, en 1634, y los registros de Ipswich hacen mención de él en 1637, lo que indica que la familia emigró cuando Sarah tenía alrededor de 7 a 10 años de edad.
Sarah se casó con otro inmigrante inglés, John Wildes (nacido ca. 1615-1618), un viudo con ocho hijos, y tuvieron un hijo común, Ephraim. Ephraim ocupaba los cargos de tesorero y alguacil de la ciudad durante el período de la conspiración. Ellos residían en Topsfield, un pueblo vecino de la ciudad de Salem, en la Provincia de la Bahía de Massachusetts. Su esposo ocupó varios cargos en el gobierno del pueblo y era cariñosamente llamado "Viejo Padre Wildes".: 113  Dos de las hijas de John, Sarah (Wildes) Bishop y Phoebe (Wildes) Day, y un yerno, Edward Bishop Jr., también fueron acusados de brujería.
Uno de los hijastros de Sarah, Jonathan, era conocido por su conducta extraña, que los ministros locales teorizaban como distracción mental, posesión por el diablo o falsedad, una historia que el Rev. John Hale relataría durante el juicio de Sarah, considerándola retrospectivamente como una posible evidencia de la brujería de Sarah. Jonathan murió en la Guerra del rey Felipe, y ninguna resolución fue alcanzada nunca.: 186 
Hale también relató la historia de otro hijastro, John, que también murió joven (y, por lo tanto, tampoco estaba para sustanciar o refutar la historia). John, retratado como "un joven honesto" habría ido supuestamente a la casa de sus tíos, los Reddington, para confiarles su creencia de que su madrastra era, de hecho, una bruja.
El hermano mayor de Sarah, William Averill, Jr., quién había tenido varias posiciones prominentes en Ipswich y Topsfield, murió el año antes del arresto de Sarah, y por tanto incapaz de venir en su defensa. William y John Wildes (Sr.) habían servido juntos como ediles. Sarah y John también habían sido testigos de la última voluntad de William, demostrando una relación de confianza.: 86–87 

## Contiendas y ofensas previas
Sarah tenía reputación de inconformista, con ofensas anteriores que pueden haber hecho de ella un blanco fácil para acusaciones de brujería. Fue condenada a ser azotada por fornicación con Thomas Wordell en noviembre de 1649, y más tarde, en mayo de 1663, acusada por llevar una bufanda de seda.
Debido a que se casó con John tan pronto después de la muerte de su primera esposa, solo unos 7 meses más tarde, los antiguos suegros de John tenían algo de rencor en su contra. Esto es particularmente notable ya que los Gould estaban emparentados con la familia Putnam, quienes fueron los principales acusadores en la histeria de la brujería. John Wildes testificó contra el hermano de su primera esposa, el teniente John Gould, en un juicio por traición, lo que enfureció aún más a la familia. Poco después, la ex-cuñada de John, Mary Gould Reddington, comenzó a circular rumores de que Sarah era una bruja. Cuando John Wildes amenazó con acusarla por calumnias, se retractó de sus afirmaciones. John testificó que William Averill siguió probando la sinceridad de Mary ofreciéndole reunirse con su hermana, si ella tenía alguna queja contra Sarah, y Mary de nuevo dijo que no tenía nada en su contra.
En 1674, los hermanos John y Joseph Andrews llegaron a la casa de los Wildes para pedir prestada una guadaña, ya que la suya se había roto. John Wildes, Sr., estaba ausente y Sarah les respondió que no tenía una para prestar, pero un vecino les señaló la de John Wildes, Jr., y la tomaron a pesar de la negativa de Sarah, prometiendo pedir permiso al joven John. Ephraim, entonces un muchacho joven, supuestamente los persiguió, diciendo que sería una "guadaña de la muerte" para ellos si no la devolvían. Después de cortar el heno, tuvieron una serie de percances con su carro y bueyes, que atribuyeron a la hechicería de Sarah. Más tarde, su hermana Elizabeth Simmons, y su madre fueron a visitar a los Reddington, y cruzaron camino con Sarah. Su madre la confrontó con la historia de los problemas de sus hijos, y Sarah dijo que no tenía nada que ver con eso. Cuando su madre insistió, Sarah insistió en que demostrara que ella tenía algo que ver. Elizabeth afirmó entonces haber sido inmediatamente afectada por temblores en las articulaciones cuando Sarah la miró, y que una criatura parecida a un gato la visitó esa noche, mientras ella se quedó muda. Ella también afirmó haber sufrido un dolor de espalda cuando Sarah pasó a la iglesia.
Ephrain testificó que había estado comprometido con la hija de Elizabeth Simmons, y que terminó después enfrentándose con la señora Simmons sobre los rumores que había oído propagaba sobre su madre (lo que ella negó), y que ella se había enfadado con él desde entonces.
Thomas Dorman informó que Sarah le había comprado una colmena, y, posteriormente, perdió gran parte de su ganado, incluyendo gansos. Durante los acontecimientos de 1692, Ann Putnam, Jr. le dijo a su esposa que su ganado había sido asesinado por Sarah Wildes, que lo habían congelado hasta la muerte en enero de 1686.
Otra fuente de roces era la posición de John como topógrafo para Topsfield. En las disputas fronterizas entre Salem y Topsfield salió en favor de Topsfield.

## Juicios de Salem

### Arresto

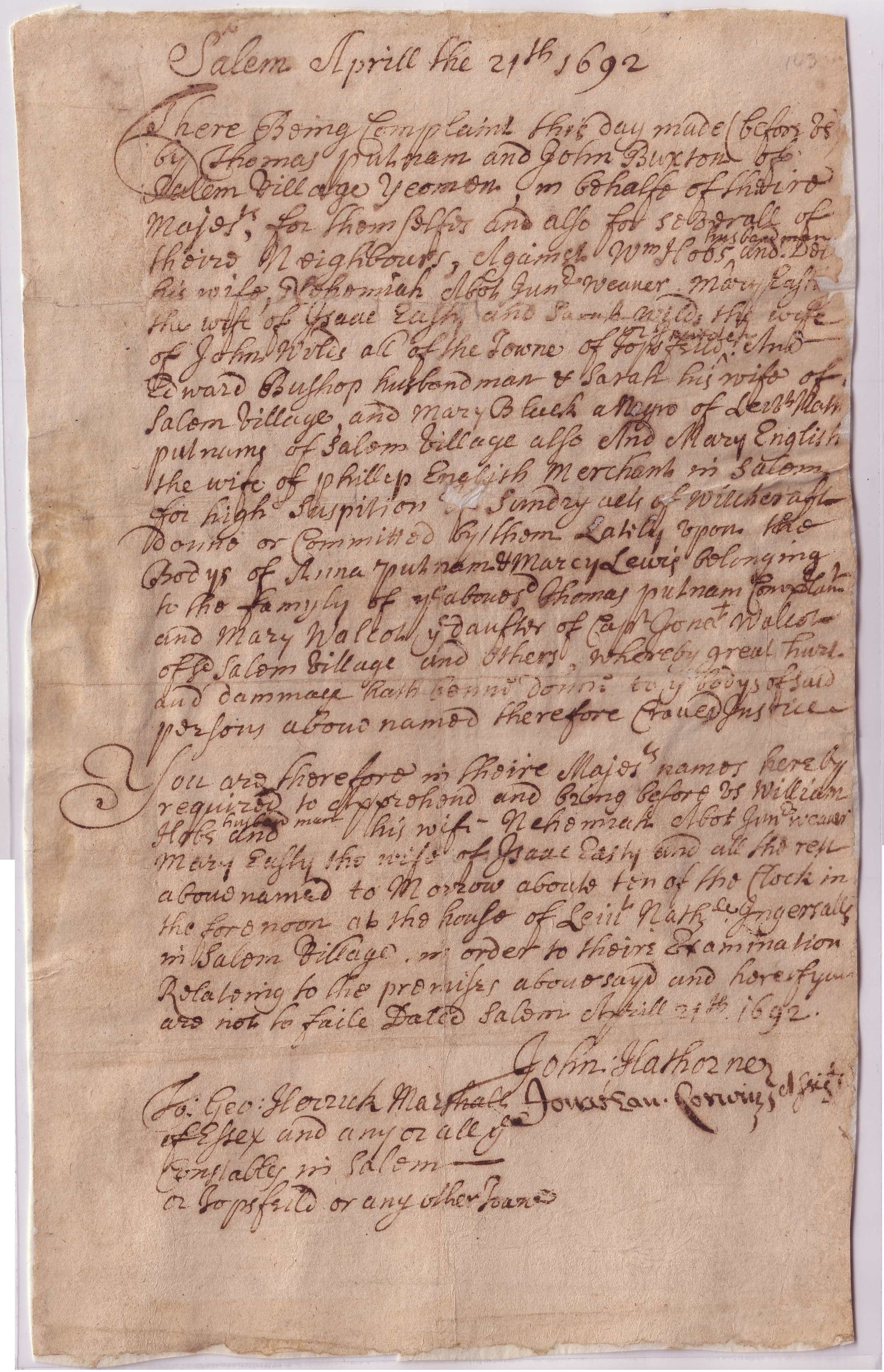
Orden de arresto de Sarah Wildes

El 21 de abril de 1692, John Hathorne y Jonathan Corwin ordenaron que Sarah, junto con su hijastra, Sarah Wildes Bishop, y el esposo de Sarah Bishop, Edward Bishop, y otros seis (William y Deliverance Hobbs, Nehemiah Abbot, Mary Eastey, Mary Black y Mary English) fueran arrestados por "alta sospecha" de brujería realizada en Ann Putnam, Jr., Mercy Lewis, Mary Walcott, y otros, debido a una denuncia de Thomas Putnam y John Buxton.
Sarah fue arrestada por el Marshall, George Herrick, quien luego ordenó al agente Ephraim Wildes detener a Deliverance Hobbs. Hobbs, por coacción o no, hizo una confesión en la cárcel e implicó a Sarah Wildes como una bruja. Ephraim mismo declaró que creía que la acusación de Hobbs era una venganza contra él por detenerla.

### Examen
Su examen tuvo lugar al día siguiente. Sarah Bibber es específicamente nombrada en los archivos de la corte como si hubiera tenido un ataque, alegando ver el espectro de Sarah "sobre la viga", y los otros acusadores siguieron el ejemplo. Ann Putnam Jr. testificó más tarde que ella misma fue torturada durante el examen de Sarah y que fue testigo de las torturas de Mary Walcott, Mercy Lewis y Abigail Williams. Sarah declaró su inocencia, llegando a decir que nunca había visto a los acusadores antes. Las viejas acusaciones de la ex cuñada de John, Mary Reddington, resurgieron.
Durante su propio examen, Deliverance Hobbs afirmó que la aparición de Sarah, junto con la de Mercy Lewis, la había "desgarrado", mientras ella yacía en su cama. Dijo que Sarah la reclutó para asistir a una misa negra, y ofreció dejar de atormentarla y recompensarla con ropa a cambio de firmar en el libro del diablo.

### Encarcelamiento
El 13 de mayo de 1692, Sarah fue transferida al Boston Gaol. Después fue transferida nuevamente a Salem el 18 de junio, junto con George Burroughs, George Jacobs, Sr., Giles y Martha Corey, Ann Pudeator, Sarah Cloyse, Sarah Root, y Dorcas Hoar.: 172–173  En su solicitud posterior de restitución, Ephraim dijo que él o su padre hicieron viajes para visitarla una o dos veces por semana, con un gran gasto personal.

### Juicio
Junto con Sarah Good, Rebecca Nurse, Susannah Martin, y Elizabeth Howe, Sarah Wildes fue juzgada el 30 de junio de 1692. La acusación se basó en gran medida en la evidencia espectral.
María Gould Reddington había muerto en el momento de la prueba, pero su hermano John y el Rev. John Hale confirmaron sus pretensiones de brujería contra ella y las hijastras de Sarah. Elizabeth Simmons, junto con sus hermanos, John y Joseph Andrews, atestiguaron que habían sido víctimas. Humphrey Clark afirmó que Sarah había aparecido una vez en su dormitorio a la medianoche. Thomas Dorman retransmitió la historia de sus gansos y ganado.

Ann Putnam atestiguó:
He sido afligida desde el inicio de la prueba por una mujer que me dijo su nombre, era Wilds y que vino de Topsfeild, pero el 22 de abril de 1692 Sarah Wilds me atormentó con mayor gravedad durante el tiempo de su examen. Entonces vi que Sarah era esa misma mujer que me dijo su nombre fue Wilds y también en el día de su examen, vi a Sarah o su aparición torturar o afectar a Mary Walcott, Mercy Lewis y Abigail Williams y varias veces Sarah o su aparición me han torturado y me han afligido con torturas, como pinchazos y pellizcos, y casi me han hecho morir.
Mary Walcott de modo parecido reclamó:
En el comienzo de abril de 1692 vino a mí una mujer que yo no conocía y ella me atormentaba con mayor gravedad pinchándome y pellizcándome y ella me dijo que su nombre era Wilds y que ella vivía en Topsfeil y me lastimaba más. El 22 de abril de 1692, y luego vi que Sarah era aquella misma mujer que me llamaba el nombre de Wildes y que Sarah Wildes me atormentaba con más fuerza durante el tiempo de su examen. Me miraba y me golpeaba o casi me lleva a la muerte: también en el día de su examen vi a Sarah o su aparición atormentando y afectando a Mercy Lewis, Abigail Williams y Ann Putnam, Jr. También varias veces Sarah me atormentaba con mayor gravedad a mí con variedad de torturas y yo verdaderamente creo que ella es una bruja terrible.
Nathaniel Ingersoll y Thomas Putnam respaldaron estos testimonios por declarar que presenciaron los ataques en todas la chicas afligidas.
En defensa de Sarah, John y Ephraim testificaron los motivos ocultos de las familias Hobbs, Gould y Simmons. Ephraim dijo que nunca había visto a su madre hacerle daño a nadie de palabra ni acción, y que siempre le había enseñado bien en la religión cristiana.

En cuanto a mi madre, nunca la he visto hacer daño perjudicial por no decir nada, ni en palabra ni en acción, ya que ella está acusada, pero ella siempre me ha instruido bien en la religión cristiana y en las enseñanzas de Dios siempre he podido tomar instrucciones. Y así dejo todo a este tribunal honrado para ser considerado.

Ephraim Wildes

### Ejecución
Sarah fue ejecutada por ahorcamiento (probablemente de un árbol, ya que no hay evidencias de una horca) en Danvers, Massachusetts (entonces, Salem Village) en Gallows Hill, junto con Elizabeth Howe, Susannah Martin, Sarah Good y Rebecca Nurse, el 19 de julio de 1692; tenía 65 años de edad. El reverendo Nicholas Noyes estaba presente, y Sarah Good predijo su fallecimiento si ella debía ser ejecutada. Antes de las ejecuciones Noyes les pidió que confesaran. las últimas palabras de Good fueron: "¡Eres un mentiroso! No soy más bruja que un mago, y si me quitas la vida, Dios te dará sangre para beber."
Cuando el sitio de la ejecución fue finalmente confirmado por el Proyecto Gallows Hill de la Universidad de Virginia en enero de 2016, ningún resto humano fue encontrado, apoyando la creencia tradicional de que las familias de las víctimas regresaron por la noche para recuperar sus cuerpos y enterrarlos en otro lugar.

## Consecuencias
La hijastra Phoebe Wildes Day fue detenida en septiembre de 1692, pero no hay constancia de que haya ido a juicio. La hijastra Sarah Wildes Bishop y su esposo, Edward, tras haber sido trasladados a la cárcel de Boston, escaparon en octubre de 1692 y se escondieron.
En su libro Maravillas del Mundo Invisible, Cotton Mather intentó defender su participación en los juicios, exponiendo lo que él consideraba los casos más fuertes de brujería genuina. No incluyó a Sarah.
El 26 de junio de 1693, John Wildes se casó con Mary, la viuda de George Jacobs, Sr. (George también había sido ejecutado por brujería). Murió el 14 de mayo de 1705, en Topsfield.

### Exoneración
Sarah fue exonerada por la Corte General de Massachusetts en 1710, junto con muchos otros condenados. Se le otorgó a Ephraim 14 libras como restitución.
El marido de una de las descendientes de Sarah, el representante del Estado Paul Tirone, fue instrumento en la limpieza del honor de las últimas cinco víctimas por un acto de la Legislatura el 31 de octubre de 2001 (Halloween).

### Monumentos

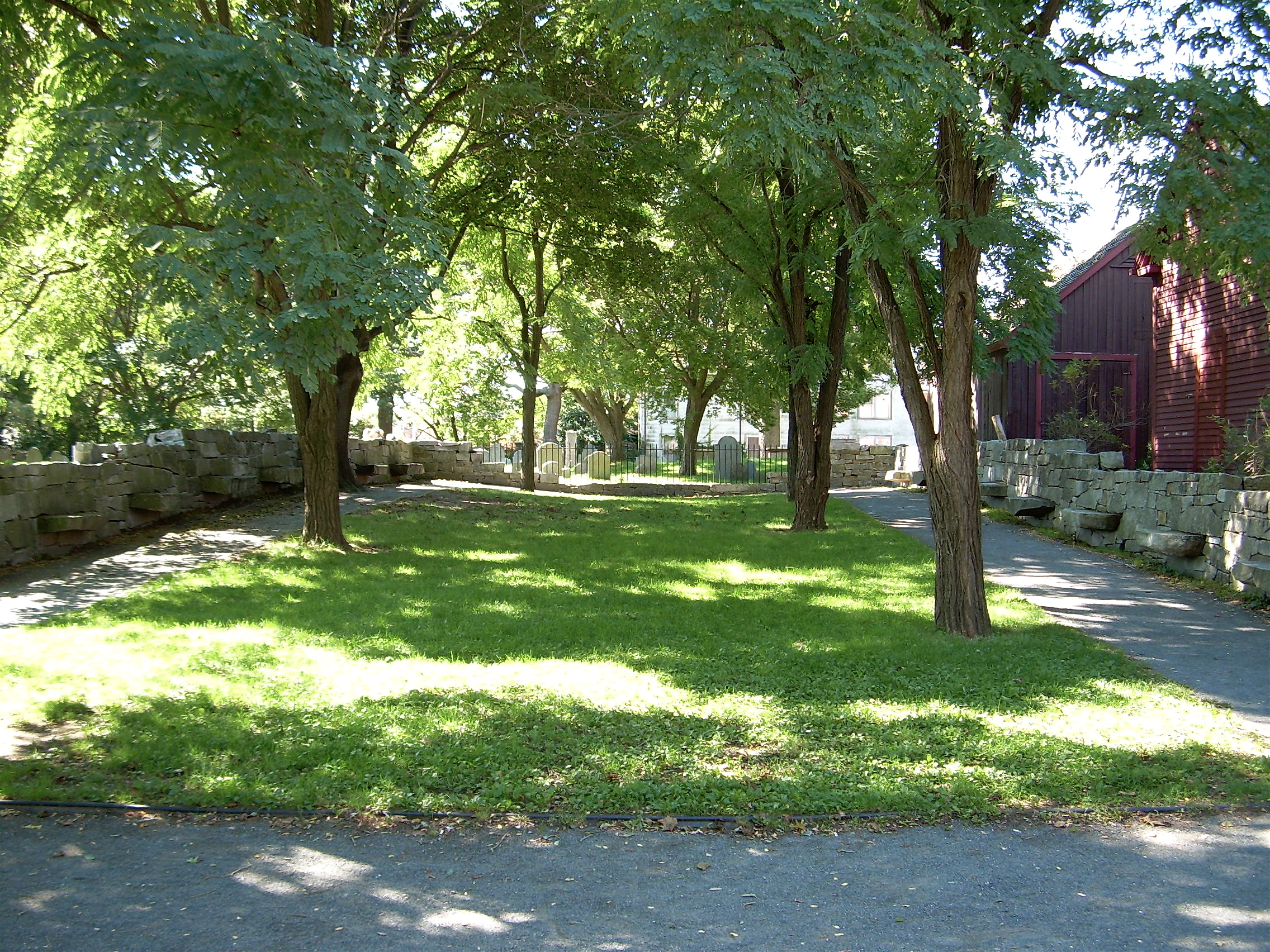
Parque conmemorativo de los juicios.

El Salem Witch Trials Memorial incluye un banco con los nombres de todos los ejecutados, incluyendo a Sarah Wildes.  Arthur Miller, que escribió El Crisol, una obra basada en los juicios, habló en la dedicación, al igual que el premio Nobel y sobreviviente del Holocausto Elie Wiesel. La ciudad de Danvers también creó un monumento a las víctimas. El sitio de ejecución finalmente fue localizado en enero de 2016 por el Proyecto Gallows Hill de la Universidad de Virginia, y la ciudad decidió crear un nuevo monumento a las víctimas allí.